# Münchwilen, Thurgau
Münchwilen är en ort och kommun i kantonen Thurgau, Schweiz. Kommunen har 5 908 invånare (2023).
Münchwilen är huvudort i distriktet Münchwilen.